# Корбешть (Арад)
Корбешть, Корбешті (рум. Corbești) — село у повіті Арад в Румунії. Входить до складу комуни Петріш.
Село розташоване на відстані 342 км на північний захід від Бухареста, 83 км на схід від Арада, 121 км на південний захід від Клуж-Напоки, 96 км на схід від Тімішоари.

## Населення
За даними перепису населення 2002 року у селі проживала 251 особа, усі — румуни. Усі жителі села рідною мовою назвали румунську.